# Контекстно-сензитивна граматика
Контекстно-сензитивна граматика је формална граматика код које лева и десна страна сваког правила извођења може да буде окружена контекстом завршних и незавршних симбола. Контекстно-сензитивне граматике су општије од контекстно слободних граматика али су још увек довољно уређене да могу да их парсирају линеарно ограничени аутомати.
Појам контекстно-сензитивне граматике је увео Ноам Чомски током педесетих година двадесетог века као начин за описивање синтаксе природних језика где је заиста чест случај да реч може али и не мора да буде прихватљива на одређеном месту у зависности од контекста. Формални језик који може да буде описан контекстно-сензитивном граматиком се назива контекстно-сензитивним језиком.

## Формална дефиниција
Формална граматика G = (N, Σ, P, S) је контекстно-сензитивна ако су сва правила из скупа P облика
где A ∈ N (то јест, A је један незавршни симбол), α, β ∈ (N U Σ)* (то јест, α и β су ниске незавршних и завршних симбола)  (то јест, γ је непразна ниска незавршних и завршних симбола). 
Неке дефиниције додају и да за свако правило извођења облика u → v контекстно-сензитивне граматике мора да важи . Овде  и  означавају дужине ниски u и v.
Осим тога, дозвољено је и правило облика
 под условом да се S не појављује на десној страни ниједног правила.
Овде λ представља празну ниску. Додавање празне ниске омогућава тврдњу да су контекстно-сензитивни језици прави надскуп контекстно-слободних језика, уместо слабије тврдњее да су све контекстно-слободне граматике без →λ извођења уједно и контекстно-сензитивне граматике.
Име контекстно-сензитивна се објашњава тиме што α и β формирају контекст за A чиме одређују да ли A може да се преслика у γ или не. Ово је разлика у односу на контекстно-слободне граматике код којих контекст у ком се незавршни симбол налази не узима у разматрање.
Ако се могућност додавања празне ниске у језик дода у скуп ниски препознатих од стране неконтрактивних граматика (које никада не могу да укључе празну ниску) онда су језици у ове две дефиниције идентични.

## Примери
Ова граматика генерише канонски не-контекстно-слободни језик {\displaystyle \{a^{n}b^{n}c^{n}:n\geq 1\}}:
1. {\displaystyle S\rightarrow aSBC}
2. {\displaystyle S\rightarrow aBC}
3. {\displaystyle CB\rightarrow HB}
4. {\displaystyle HB\rightarrow HC}
5. {\displaystyle HC\rightarrow BC}
6. {\displaystyle aB\rightarrow ab}
7. {\displaystyle bB\rightarrow bb}
8. {\displaystyle bC\rightarrow bc}
9. {\displaystyle cC\rightarrow cc}

Ток извођења за aaa bbb ccc је:
{\displaystyle S}
{\displaystyle \Rightarrow _{1}aSBC}
{\displaystyle \Rightarrow _{1}a{\boldsymbol {aSBC}}BC}
{\displaystyle \Rightarrow _{2}aa{\boldsymbol {aBC}}BCBC}
{\displaystyle \Rightarrow _{3}aaaB{\boldsymbol {HB}}CBC}
{\displaystyle \Rightarrow _{4}aaaB{\boldsymbol {HC}}CBC}
{\displaystyle \Rightarrow _{5}aaaB{\boldsymbol {BC}}CBC}
{\displaystyle \Rightarrow _{3}aaaBBC{\boldsymbol {HB}}C}
{\displaystyle \Rightarrow _{4}aaaBBC{\boldsymbol {HC}}C}
{\displaystyle \Rightarrow _{5}aaaBBC{\boldsymbol {BC}}C}
{\displaystyle \Rightarrow _{3}aaaBB{\boldsymbol {HB}}CC}
{\displaystyle \Rightarrow _{4}aaaBB{\boldsymbol {HC}}CC}
{\displaystyle \Rightarrow _{5}aaaBB{\boldsymbol {BC}}CC}
{\displaystyle \Rightarrow _{6}aa{\boldsymbol {ab}}BBCCC}
{\displaystyle \Rightarrow _{7}aaa{\boldsymbol {bb}}BCCC}
{\displaystyle \Rightarrow _{7}aaab{\boldsymbol {bb}}CCC}
{\displaystyle \Rightarrow _{8}aaabb{\boldsymbol {bc}}CC}
{\displaystyle \Rightarrow _{9}aaabbb{\boldsymbol {cc}}C}
{\displaystyle \Rightarrow _{9}aaabbbc{\boldsymbol {cc}}}

Компликованије граматике могу да се користе за парсирање {\displaystyle \{a^{n}b^{n}c^{n}d^{n}:n\geq 1\}}, и других језика са још више слова:
(Ова граматика у ствари није контекстно-сензитивна због присуства правила извођења облика Xb → bX. Међутим, постоји контекстно-сензитивна граматикак за овај језик.)
Ток извођења за aaa bbb ccc ddd је:

## Нормалне форме
Свака контекстно-осетљива граматиак која не генерише празну ниску може да се трансформише у еквивалентну граматику у нормалној форми Куроде. Овде еквивалентну значи да две граматике генеришу исти језик. Нормална форма у општем случају не мора да буде контекстно-сензитивна, али мора да буде неконтрактивна граматика.

## Рачунска својства и употребе
Проблем одлучивања који поставља питање да ли одређена ниска s припада језику одређене контекстно-сензитивне граматике G, је PSPACE-комплетан. Постоје и неке контекстно-сензитивне граматике за које је проблем препознавања фиксне граматике -комплетан.
Проблем празности за контекстно-сензитивне граматике (да ли за дату контекстно сензитивну граматику G, важи {\displaystyle L(G)=\emptyset } ?) је неодлучив. 
Показано је да скоро сви природни језици могу у општем случају да буду описани контекстно-сензитивним граматикама, али цела класа контекснто-сензитивних граматика изгледа да је много шира од скупа природних језика. Осим тога, како је поменути проблем одлучивања за контекстно-сензитивне граматике -комплетан, то их чини у потпуности неупотребљивим за практичне употребе, јер би полиномијални алгоритам за PSPACE-комплетан проблем имплицирао П=НП. Текућа истраживања у рачунарској лингвистици су усмерена на формулисање других класа језика који су благо контекстно-сензитивни, чији би проблеми одлучивања били изводљиви. Језици генерисани овим формализмима су прави подскупови контекстно-сензитивних и прави надскупови контекстно-слободних језика.